# David Hartford
Pour les articles homonymes, voir Hartford.
David Hartford est un acteur, réalisateur, producteur et scénariste américain né le 11 janvier 1873 à Ontonian, Michigan (États-Unis), décédé le 30 octobre 1932 à Hollywood (Californie).

## Filmographie

### Comme acteur
- 1913 : Captain Kidd : Captain Kidd
- 1913 : Under the Black Flag : Morgan the Pirate
- 1913 : The Buccaneers
- 1914 : The Gambler's Oath
- 1914 : The Deadline
- 1914 : The Dead End
- 1914 : Unjustly Accused
- 1914 : Tess au pays des tempêtes (Tess of the Storm Country) : Daddy Skinner
- 1914 : The Voice at the Telephone : Capt. Lewis
- 1916 : Le Défenseur (The Sin Ye Do) de Walter Edwards  : Dace Whitlock
- 1917 : La Fiancée de la haine (The Bride of Hate) de Walter Edwards : Juge Shone
- 1917 : Blood Will Tell : Samson Oakley II
- 1918 : Madame Qui ? (Madam Who?) de Reginald Barker : Alan Crandall
- 1918 : Inside the Lines : Dr. Emil Koch
- 1918 : The Turn of a Card : 'Ace High' Burdette
- 1918 : Rose o' Paradise : Jordon Morse
- 1926 : Dame Chance : Craig Stafford
- 1930 : Rough Romance : 'Dad' Reynolds
- 1931 : Over the Hill d'Henry King : Bill Collector

### Comme réalisateur
- 1914 : The Gambler's Oath
- 1914 : The Deadline
- 1914 : The Dead End
- 1914 : Unjustly Accused
- 1916 : Roaring Camp
- 1916 : Civilisation (Civilization)
- 1918 : Inside the Lines
- 1918 : The Man of Bronze
- 1919 : It Happened in Paris
- 1919 : L'Instinct qui veille (Back to God's Country)
- 1920 : Nomads of the North (+ scénariste)
- 1921 : The Golden Snare (+ scénariste et producteur)
- 1922 : The Rapids
- 1924 : Blue Water
- 1926 : Then Came the Woman (+ scénariste et producteur)
- 1926 : Jack O'Hearts (+ producteur)
- 1926 : The Man in the Shadow
- 1927 : God's Great Wilderness (+ producteur)